# Volta a Catalunya de 1963
La Volta a Catalunya de 1963 va ser 43a edició de la Volta Ciclista a Catalunya. Es disputà en 9 etapes del 8 al 15 de setembre de 1963 amb un total de 1282,5 km. El vencedor final fou el francès Joseph Novales de l'equip Margnat-Paloma per davant d'Angelino Soler i d'Antonio Suárez, tots dos del Faema-Flandria.
La quarta i la vuitena etapes estaven dividides en dos sectors. Hi havia dues contrarellotges; una per equips al primer sector de la quarta etapa, i l'altra individual al segon sector de la vuitena etapa amb final a Reus.
Joseph Novales, originari de Torralba de Aragón, aconseguia la victòria més important del seu palmarès.

## Etapes
| Etapa | Data           | Ciutats d'etapa                             | km    | Vencedor de l'etapa | Líder de la general |
| ----- | -------------- | ------------------------------------------- | ----- | ------------------- | ------------------- |
| 1a    | 8 de setembre  | Circuit de Montjuïc (Barcelona)             | 39,0  | Jean Graczyk        | Jean Graczyk        |
| 2a    | 8 de setembre  | Barcelona – Calella                         | 77,5  | Jean Graczyk        | Jean Graczyk        |
| 3a    | 9 de setembre  | Calella - Lloret de Mar                     | 186,0 | Frans Brands        | Joseph Novales      |
| 4a A  | 10 de setembre | Lloret de Mar - Sant Feliu de Guíxols (CRE) | 42,0  | Margnat-Paloma      | Joseph Novales      |
| 4a B  | 10 de setembre | Sant Feliu de Guíxols - Ribes de Freser     | 141,0 | Fernando Manzaneque | Joseph Novales      |
| 5a    | 11 de setembre | Ribes de Freser - Les Escaldes (AND)        | 120,0 | Antoni Karmany      | Joseph Novales      |
| 6a    | 12 de setembre | La Seu d'Urgell - Tarragona                 | 229,0 | Antonio Bertrán     | Joseph Novales      |
| 7a    | 13 de setembre | Tarragona - Tortosa                         | 143,0 | Jaume Alomar        | Joseph Novales      |
| 8a A  | 14 de setembre | Tortosa - Salou                             | 126,0 | Jaume Alomar        | Joseph Novales      |
| 8a B  | 14 de setembre | Salou - Reus (CRI)                          | 38,0  | Valentín Uriona     | Joseph Novales      |
| 9a    | 15 de setembre | Reus - Barcelona                            | 141,0 | Antón Barrutia      | Joseph Novales      |

### 1a etapa[1]
08-09-1963: Circuit de Montjuïc (Barcelona), 39,0:
|   | Ciclista          | Equip          | Temps   |
| - | ----------------- | -------------- | ------- |
| 1 | Jean Graczyk      | Margnat-Paloma | 55' 34" |
| 2 | Carlos Echeverría | Kas            | m. t.   |
| 3 | Josep Segú        | Faema-Flandria | m. t.   |

|   | Ciclista          | Equip          | Temps   |
| - | ----------------- | -------------- | ------- |
| 1 | Jean Graczyk      | Margnat-Paloma | 55' 34" |
| 2 | Carlos Echeverría | Kas            | m. t.   |
| 3 | Josep Segú        | Faema-Flandria | m. t.   |

### 2a etapa[1]
08-09-1963: Barcelona – Calella, 77,5 km.:
|   | Ciclista        | Equip          | Temps      |
| - | --------------- | -------------- | ---------- |
| 1 | Jean Graczyk    | Margnat-Paloma | 1h 42' 25" |
| 2 | Josep Segú      | Faema-Flandria | m. t.      |
| 3 | Roberto Morales | Kas            | m. t.      |

|   | Ciclista          | Equip          | Temps      |
| - | ----------------- | -------------- | ---------- |
| 1 | Jean Graczyk      | Margnat-Paloma | 2h 37' 59" |
| 2 | Josep Segú        | Faema-Flandria | m. t.      |
| 3 | Carlos Echeverría | Kas            | m. t.      |

### 3a etapa[2]
09-09-1963: Calella – Lloret de Mar, 186,0 km.:
|   | Ciclista          | Equip          | Temps      |
| - | ----------------- | -------------- | ---------- |
| 1 | Frans Brands      | Faema-Flandria | 5h 37' 25" |
| 2 | Joseph Novales    | Margnat-Paloma | m. t.      |
| 3 | Salvador Honrubia | Ferrys         | + 27"      |

|   | Ciclista            | Equip           | Temps      |
| - | ------------------- | --------------- | ---------- |
| 1 | Joseph Novales      | Margnat-Paloma  | 8h 15' 24" |
| 2 | Frans Brands        | Faema-Flandria  | + 54"      |
| 3 | Giovanni Bettinelli | Cité-Telesprint | + 1' 18"   |

### 4a etapa[2]
10-09-1963: (4A Lloret de Mar - Sant Feliu de Guíxols 42 km CRE) i (4B Sant Feliu de Guíxols - Ribes de Freser 141 km):
|   | Equip          | Temps      |
| - | -------------- | ---------- |
| 1 | Margnat-Paloma | 1h 00' 14" |
| 2 | Faema-Flandria | + 29"      |
| 3 | Kas            | + 1' 05"   |

|   | Ciclista            | Equip          | Temps      |
| - | ------------------- | -------------- | ---------- |
| 1 | Fernando Manzaneque | Ferrys         | 4h 16' 46" |
| 2 | Francisco Gabica    | Kas            | + 17"      |
| 3 | Angelino Soler      | Faema-Flandria | + 27"      |

|   | Ciclista                | Equip          | Temps      |
| - | ----------------------- | -------------- | ---------- |
| 1 | Joseph Novales          | Margnat-Paloma | 5h 17' 32" |
| 2 | Angelino Soler          | Faema-Flandria | + 24"      |
| 3 | Antonio Gómez del Moral | Faema-Flandria | + 29"      |

|   | Ciclista                | Equip          | Temps       |
| - | ----------------------- | -------------- | ----------- |
| 1 | Joseph Novales          | Margnat-Paloma | 13h 32' 56" |
| 2 | Salvador Honrubia       | Ferrys         | + 3' 28"    |
| 3 | Antonio Gómez del Moral | Faema-Flandria | + 6' 28"    |

### 5a etapa[3]
11-09-1963: Ribes de Freser - Les Escaldes, 120,0 km.:
|   | Ciclista         | Equip          | Temps      |
| - | ---------------- | -------------- | ---------- |
| 1 | Antoni Karmany   | Ferrys         | 3h 02' 16" |
| 2 | Sebastián Elorza | Kas            | + 07"      |
| 3 | Josep Segú       | Faema-Flandria | + 45"      |

|   | Ciclista                | Equip          | Temps       |
| - | ----------------------- | -------------- | ----------- |
| 1 | Joseph Novales          | Margnat-Paloma | 16h 35' 57" |
| 2 | Antonio Gómez del Moral | Faema-Flandria | + 6' 28"    |
| 3 | Angelino Soler          | Faema-Flandria | + 6' 32"    |

### 6a etapa[4]
12-09-1963: La Seu d'Urgell - Tarragona, 229,0 km.:
|   | Ciclista        | Equip           | Temps      |
| - | --------------- | --------------- | ---------- |
| 1 | Antonio Bertrán | Ferrys          | 6h 18' 09" |
| 2 | Roberto Morales | Kas             | m. t.      |
| 3 | Antoni Carreras | Cité-Telesprint | m. t.      |

|   | Ciclista                | Equip          | Temps       |
| - | ----------------------- | -------------- | ----------- |
| 1 | Joseph Novales          | Margnat-Paloma | 22h 57' 36" |
| 2 | Antonio Gómez del Moral | Faema-Flandria | + 6' 28"    |
| 3 | Angelino Soler          | Faema-Flandria | + 6' 32"    |

### 7a etapa[5]
13-09-1963: Tarragona - Tortosa, 143,0 km.:
|   | Ciclista          | Equip           | Temps      |
| - | ----------------- | --------------- | ---------- |
| 1 | Jaume Alomar      | Cité-Telesprint | 3h 38' 21" |
| 2 | Josep Segú        | Faema-Flandria  | m. t.      |
| 3 | Carlos Echeverría | Kas             | m. t.      |

|   | Ciclista                | Equip          | Temps       |
| - | ----------------------- | -------------- | ----------- |
| 1 | Joseph Novales          | Margnat-Paloma | 26h 35' 57" |
| 2 | Antonio Gómez del Moral | Faema-Flandria | + 6' 28"    |
| 3 | Angelino Soler          | Faema-Flandria | + 6' 32"    |

### 8a etapa[6]
14-09-1963: (8A Tortosa - Salou 126 km) i (8B Salou - Reus 38 km CRI):
|   | Ciclista      | Equip               | Temps      |
| - | ------------- | ------------------- | ---------- |
| 1 | Jaume Alomar  | Cité-Telesprint     | 3h 31' 52" |
| 2 | José Quesada  | C.C. Barcelonès-EMI | + 2' 40"   |
| 3 | Pietro Zoppas | Cité-Telesprint     | + 2' 49"   |

|   | Ciclista        | Equip          | Temps   |
| - | --------------- | -------------- | ------- |
| 1 | Valentín Uriona | Kas            | 59' 54" |
| 2 | Angelino Soler  | Faema-Flandria | + 44"   |
| 3 | Antonio Suárez  | Faema-Flandria | + 48"   |

|   | Ciclista        | Equip           | Temps      |
| - | --------------- | --------------- | ---------- |
| 1 | Valentín Uriona | Kas             | 4h 34' 35" |
| 2 | Jaume Alomar    | Cité-Telesprint | + 10"      |
| 3 | Angelino Soler  | Faema-Flandria  | + 44"      |

|   | Ciclista       | Equip          | Temps       |
| - | -------------- | -------------- | ----------- |
| 1 | Joseph Novales | Margnat-Paloma | 31h 12' 18" |
| 2 | Angelino Soler | Faema-Flandria | + 5' 30"    |
| 3 | Antonio Suárez | Faema-Flandria | + 5' 39"    |

### 9a etapa[7]
15-09-1963: Reus - Barcelona, 141,0 km.:
|   | Ciclista       | Equip           | Temps      |
| - | -------------- | --------------- | ---------- |
| 1 | Antón Barrutia | Kas             | 3h 48' 06" |
| 2 | Jordi Nicolau  | Cité-Telesprint | m. t.      |
| 3 | Josep Segú     | Faema-Flandria  | m. t.      |

|   | Ciclista       | Equip          | Temps       |
| - | -------------- | -------------- | ----------- |
| 1 | Joseph Novales | Margnat-Paloma | 35h 01' 05" |
| 2 | Angelino Soler | Faema-Flandria | + 5' 30"    |
| 3 | Antonio Suárez | Faema-Flandria | + 5' 39"    |

## Classificació General
|    | Ciclista                | Equip          | Temps       |
| -- | ----------------------- | -------------- | ----------- |
| 1  | Joseph Novales          | Margnat-Paloma | 35h 01' 05" |
| 2  | Angelino Soler          | Faema-Flandria | + 5' 30"    |
| 3  | Antonio Suárez          | Faema-Flandria | + 5' 39"    |
| 4  | Valentín Uriona         | Kas            | + 6' 14"    |
| 5  | Eusebio Vélez           | Kas            | + 6' 48"    |
| 6  | Francisco Gabica        | Kas            | + 6' 51"    |
| 7  | Antonio Gómez del Moral | Faema-Flandria | + 8' 28"    |
| 8  | Peter Crinnion          | Margnat-Paloma | + 8' 56"    |
| 9  | Antoni Karmany          | Ferrys         | + 9' 54"    |
| 10 | Fernando Manzaneque     | Ferrys         | + 10' 10"   |

## Classificacions secundàries
| \| \| Ciclista \| Equip \| Punts \| \| - \| ----------------------- \| -------------- \| -------- \| \| 1 \| Fernando Manzaneque \| Ferrys \| 19 punts \| \| 2 \| Antonio Gómez del Moral \| Faema-Flandria \| 18 punts \| \| 3 \| Ventura Díaz \| Ferrys \| 15 punts \| |                         |                |          |
| | Ciclista                | Equip          | Punts    |
| 1 | Fernando Manzaneque     | Ferrys         | 19 punts |
| 2 | Antonio Gómez del Moral | Faema-Flandria | 18 punts |
| 3 | Ventura Díaz            | Ferrys         | 15 punts |

|   | Ciclista     | Equip           | Punts    |
| - | ------------ | --------------- | -------- |
| 1 | Josep Segú   | Faema-Flandria  | 49 punts |
| 2 | Jaume Alomar | Cité-Telesprint | 39 punts |
| 3 | Jean Graczyk | Margnat-Paloma  | 33 punts |

|   | Equip          | Nacionalitat | Temps        |
| - | -------------- | ------------ | ------------ |
| 1 | Faema-Flandria | Bèlgica      | 105h 22' 52" |
| 2 | Kas            | Espanya      | + 16"        |
| 3 | Margnat-Paloma | França       | + 3' 42"     |